# VXN
Le VXN est un indicateur de volatilité du marché financier américain basé sur la bourse NASDAQ.
Plus la valeur de cet indice est forte, plus les marchés ont une nervosité élevée et donc un pessimisme élevé. Une faible valeur, à l'inverse, indique un relatif optimisme sur le marché financier américain. La variation de cet indice est plus importante que sa valeur elle-même. S'il croît, il indique un pessimisme croissant, s'il décroît, c'est l'inverse.